# Hege
Als Hege werden im Jagdrecht Maßnahmen zusammengefasst, die die Lebensgrundlage von Wild betreffen. Das Bundesjagdgesetz § 1 Abs. 2 BJagdG beinhaltet ein Hegegebot, das Jäger zur „Erhaltung eines den landschaftlichen und landeskulturellen Verhältnissen angepaßten artenreichen und gesunden Wildbestandes“ sowie zur „Pflege und Sicherung seiner Lebensgrundlagen“ verpflichtet. Diese Pflicht zur Hege erstreckt sich nicht nur auf solche Wildarten, die durch die Jagd- und Schonzeitregeln erfasst werden, sondern auch auf Tierarten, die zwar dem Jagdrecht unterliegen (§ 2 BJagdG) aber nicht bejagt werden. Hege ist für viele Jäger ein wichtiges Element der „Waidgerechtigkeit“. Jäger als Jagdpächter sind regional in Hegegemeinschaften zusammengeschlossen. 
Das Wort Hege wird manchmal in anderer Bedeutung metaphorisch in diversen Redensarten gebraucht.

## Wesentliche Ziele und Maßnahmen
Nach § 1 Abs. 2 Bundesjagdgesetz hat die Hege zum Ziel „die Erhaltung eines den landschaftlichen und landeskulturellen Verhältnissen angepaßten artenreichen und gesunden Wildbestandes sowie die Pflege und Sicherung seiner Lebensgrundlagen. … Beeinträchtigungen der ordnungsgemäßen land-, forst- und fischereiwirtschaftlichen Nutzung, insbesondere Wildschäden,“ sollen durch Hegemaßnahmen „vermieden werden“. Auch das schweizerische Bundesjagdgesetz formuliert im Wesentlichen diese Ziele.
Hege bedeutet also zuerst, die Wildbestände, je nach Ausgangslage, durch verstärkte Bejagung zu reduzieren oder durch weniger Bejagung aufzubauen. Die örtlichen Verhältnisse geben das Maß für den Abschussplan vor. Wildschäden werden dadurch vermieden. Des Weiteren sollen die Lebensgrundlagen gepflegt und gesichert werden. Durch geeignete Maßnahmen der Reviergestaltung und Äsungsverbesserung können die Voraussetzungen dafür geschaffen werden, dass das Wild auch in der vegetationsarmen Zeit natürliche Äsung findet. Dies nimmt auch die Betreiber von Land-, Forst- und Fischereiwirtschaft in die Pflicht. Und zudem soll die Bejagung einen artenreichen und gesunden Wildbestand fördern. Laut Deutschem Jagdverband bedeutet dies, ein „naturgemäßes Geschlechterverhältnis, Alters- und ggf. Sozialstruktur (v. a. bei den in Rotten lebenden Wildschweinen) anzustreben und krankes oder kümmerndes Wild zu entnehmen (wie es auch der natürlichen Jagd durch Raubtiere wie Wölfe, Luchs und Bär entspricht). Zur Hege gehört … auch die Kontrolle der Beutegreiferbestände um vielen Niederwildarten, wie z. B. Hase oder Rebhuhn, aber auch anderen Bodenbrütern, das Überleben zu ermöglichen.“
Weitere Maßnahmen sind Wildfütterung, sofern nicht in den Landesjagdgesetzen der Bundesländer unterschiedlich gesetzlich eingeschränkt oder verboten und das Einrichten sogenannter Äsungsflächen sowie von Ruhezonen und Deckung für das Wild, wovon dann alle Wildtiere profitieren. Dazu müssen in landwirtschaftlich intensiv genutzten Regionen Flächen aus der landwirtschaftlichen Nutzung herausgelöst und dem Hegeziel entsprechend angepasst werden. Das bedarf der Zusammenarbeit von Grundeigentümern und Jägern.
Die Bejagung ist gesetzlich geregelt und soll der ökologischen Kontrolle, d. h. der Regulierung der Populationen dienen. Die Jagd ist dabei einer der wichtigsten Faktoren. Die Jagdvorschriften beinhalten die Verordnung von Schonzeiten ebenso wie die Erstellung und Kontrolle der Abschusspläne sowie die Einschränkung der Fütterung von Wild auf sogenannte Notzeiten.
In seinem Werk Buch der Hege (1981) beschrieb Hans Stubbe, damals Vorsitzender der Arbeitsgemeinschaft für Jagd- und Wildforschung der Akademie der Landwirtschaftswissenschaften in der DDR, die Aufgaben der Hege folgendermaßen:
Zu den Maßnahmen der Hege gesunder Wildbestände gehört auch der Hegeabschuss, der von Armin Deutz 1999 definiert wurde als: „Abschuss von Stücken, die deutlich kümmern, erhebliche Verletzungen oder Krankheitserscheinungen zeigen, sodass ein Verenden zu befürchten ist bzw. hochgradige Schmerzen vorliegen; weiters mutterloses Jungwild im ersten Lebensjahr bis zum Ende der gesetzlichen Schusszeiten“. Ein Hegeabschuss erfolgt unabhängig von Abschussplänen, Schonzeiten und sonstigen Verboten.
Gründe einen solchen vorzunehmen sind:
- Hochgradige Abmagerung, Kümmern
- Deutliche Umfangsvermehrungen (Tumoren)
- Räude bei allen empfänglichen Wildarten (hauptsächlich Gams-, Stein- und Schwarzwild und Füchse)
- Frakturen (Knochenbrüche), erhebliche Verletzungen (z. B. Forkelstiche), hochgradige Lahmheiten (vollständiges Schonen eines erkrankten Laufes)
- Starke Abweichungen vom arttypischen Verhalten (z. B. Tollwut-Verdacht)
- Verwaiste Stücke zumindest bis zum Ende der Jagdzeit
- Gamsblindheit (bei hochgradig eitrigem Ausfluss oder Blindheit)

## Historische Entwicklung
Der Begriff der Hege findet sich ab dem Mittelalter: Dabei wird die Hege in sogenannten „Bannforsten“ ausgeübt. Sie dient demnach einerseits dem Schutz der Individuen vor einer Überjagung durch Schonung von trächtigen und brütenden Wildtieren. Andererseits dient sie der Verbesserung der Jagdmöglichkeiten in den königlichen „Bannforsten“ zu denen etwa der Sachsenspiegel den Harz zählt.
Die Hege war Bestandteil der Waidgerechtigkeit. Mit dem Wegfall der landesherrlichen Jagdhoheit durch die Revolution 1848 wurde das Recht der Jagdausübung an das Eigentum an Grund und Boden gebunden. Damit fiel das Jagdrecht einer breiten Schicht der Bevölkerung zu. Diese hatte im Gegensatz zum Adel keine kulturelle Praxis der Waidgerechtigkeit, also eine damit verbundene Selbstbeschränkung und Fürsorgepflicht für das Wild entwickeln können. Infolgedessen wurden viele Wildtierarten durch die Jagd ausgerottet.
Aus der Maxime, die Wildtierbestände zu regenerieren, entstanden in der Folge neue Jagdgesetze. Zudem kam ein Wandel im kulturellen Verständnis von Natur, welches sich um die Jahrhundertwende zum 20. Jahrhundert herausbildete, das auch anderen Arten als nur den sogenannten „Nutzwildtieren“ Maßnahmen der Hege zugestand. Etwa zeitgleich entstand auch die Trophäenjagd. Wurde vorher vorwiegend zum Zweck der Fleischgewinnung und zum Schutz vor sogenannten Raubtieren gejagt, so wurde nunmehr vor allem für die städtische Jagdgesellschaft die „kapitale Trophäe“ ein Ziel der Jagd, also körperliche Symbole wie Geweihe oder Pfoten. Bei den Geweihträgern ist ein kapitales Geweih mit entsprechenden Altersmerkmalen eines von mehreren Kriterien für die Auswahl zum Abschuss. Die Schonzeitenregelung bei männlichem Rotwild folgt noch immer dem Jahreskreislauf der Geweihbildung.
Mit der Verbreitung von neuen Tierarten, wie z. B. Waschbär und Marderhund seit dem 20. Jahrhundert umfasst der Hegebegriff auch Schutzmaßnahmen für bodenständige Tierarten, etwa um einer Verdrängung durch diese Zuwanderer vorzugreifen. Das verstärkte Auftreten von Tierseuchen, vor allem Tollwut und Schweinepest beeinflussen seit der zweiten Hälfte des 20. Jahrhunderts die Hegemaßnahmen.
Die Einbürgerung und Verbreitung von Tierarten wie Damwild oder Waschbär zeigt die früher übliche Zielrichtung der Hege auf die Fleisch- und Pelznutzung. Die zunehmende Ausrichtung der Hege auf den Schutz der Art bei Berücksichtigung der weiteren Nutzungsansprüche an die Kulturlandschaft sind eine Entwicklung der zweiten Hälfte des 20. Jahrhunderts. So war die Fütterung des Wildes in Notzeiten als Hegemaßnahme eine Selbstverständlichkeit, für die teilweise eigene Wildscheuern erbaut wurden. Heute ist die Fütterung in den meisten Bundesländern eingeschränkt bis verboten.
Die heutige Fassung des Bundesjagdgesetzes mit seinen Regelungen zu Schonzeit (§ 22 Abs. 1 BJagdG) und der Verpflichtung zur Hege (§ 1 Abs. 1 Satz 2 BJagdG) basiert auf dem Reichsjagdgesetz von 1934. Das Reichsjagdgesetz von 1934 hat einen direkten Vorläufer in einer Preußischen Verordnung über die Jagd, die bereits wichtige Aspekte des Reichsjagdgesetzes vorwegnahm. Das Reichsjagdgesetz wurde vermutlich im Wesentlichen geprägt von Ulrich Scherping, vor allem aber von Reichsjägermeister Hermann Göring. Am 4. Juli 1934 wurde das Reichsjagdgesetz im Rahmen der nazistischen Gleichschaltung von Reichsjägermeister Hermann Göring in Kraft gesetzt.
Die gesetzliche Pflicht zur Hege in ihrer heutigen Form nach § 1 Abs. 1 und Abs. 2 BJagdG wurde 1976 festgeschrieben. Gleichzeitig wurden Änderungen bei der Abschussplanung nach § 21 vorgenommen. Denn die Erhaltung eines gesunden Wildbestandes hängt in erster Linie von der Wilddichte und den vorhandenen Äsungsverhältnissen ab. Die Abschussregelung soll nun „zum gesunden Wildbestand beitragen“, statt diesen „in seinen einzelnen Stücken zu bewirken“, wie es vorher hieß.
Der Entwurf eines neuen Bundesjagdgesetzes aus 2021 sieht als weiteres Hegeziel gem. § 1 Abs. 2 vor, dass „insbesondere eine Verjüngung des Waldes im Wesentlichen ohne Schutzmaßnahmen“ möglich sein muss. Das sei vor dem Hintergrund eines nachhaltigen Waldumbaus bei sich veränderndem Klima geboten.
Die auch aus dem Verständnis für den Tierschutz betriebenen Novellierungen des Bundesjagdgesetzes bis heute stehen in der Problematik zwischen Vorstellungen des organisierten Naturschutzes und denen des Jagdschutzes.

## Hege einzelner Tierarten
Alle Empfehlungen in diesem Abschnitt sind aus dem „Buch der Hege“ von Hans Stubbe.

### Hasen
Bei Feldhasen gelten als wichtigste Grundsätze, die Alt- und Junghasenverluste so niedrig wie möglich zu halten, die Besatzdichte nur so weit zu senken, dass sie der optimalen Stammbesatzdichte des folgenden Jahres entspricht. Es muss vermieden werden, dass der Besatz derartig verringert wird, dass er sich im nächsten Jahr nicht mehr erholen kann. Eine Regulierung der Fressfeinde des Hasen ist erforderlich, insbesondere die der Füchse.

### Gämsen
Wichtigste Hegemaßnahme für Gämsen im alpinen Raum besteht im Schutz der Wintereinstände vor Beunruhigung, da die Gämsen leicht aus geschützten Lagen auf Lawinenhänge gedrückt werden. Abstürze bei Beunruhigung sind eine der häufigsten Verlustquellen.

### Elche
Die wichtigste Hegemaßnahme für die Elche ist der Schutz vor übermäßiger Bejagung. Die wenigen hin und wieder in Deutschland auftauchenden Exemplare sollten vom Abschuss verschont werden. Meistens wandern diese Elche wieder in ihre Heimatgebirge zurück.

### Rehe
Das Ziel der Bewirtschaftung des Rehwilds besteht in einem gesunden Bestand in der durch Bonitierung festgelegten Bestandshöhe sowie in der Verhütung von Wildschäden. Verluste an Rehkitzen durch Raubwild und Raubzeug können durch die Jäger auf ein Minimum reduziert werden. Verluste durch Pestizide und Düngemittel sind zu vermeiden. Gegen Verluste durch Straßenverkehr wirkt nur eine Abzäunung gefahrvoller Straßenabschnitte. Landwirtschaftliche Erntemaschinen bringen dem Rehwild hohe Verluste. Als wirksame Methode, die Rehe aus den Ackerflächen zu bewegen, nennt Hans Stubbe weiße Tücher, die erst am Abend vor der Ernte aufgestellt werden und Fütterung außerhalb des Feldes am Vorabend.

### Dachs
Der Dachs verdient eine sehr schonende Bewirtschaftung. In allen Gebieten mit geringer Populationsdichte ist von einer Bejagung Abstand zu nehmen.

### Luchs
Der Europäische Luchs unterliegt dem Jagdrecht, steht aber unter strengem gesetzlichen Schutz und genießt daher ganzjährige Schonung. „Als wichtigstes ökologisches Endglied der Nahrungskette trägt diese herrliche Großkatze … zur Reduktion überhöhter Schalenwildbestände und durch scharfe Auslese zur Qualitätsverbesserung des Wildes bei.“ (Zit. Hans Stubbe 1981)